# Pöttäniemi
Pöttäniemi är en udde i Finland. Den ligger i Nådendal och landskapet Egentliga Finland, i den sydvästra delen av landet, 170 km väster om huvudstaden Helsingfors.
Terrängen inåt land är mycket platt. Havet är nära Pöttäniemi åt sydväst. Runt Pöttäniemi är det ganska glesbefolkat, med 29 invånare per kvadratkilometer. I omgivningarna runt Pöttäniemi växer i huvudsak barrskog.